# Arne Lægaard
Arne Lægaard (født 21. marts 1954) er en dansk politiker og tidligere borgmester i Holstebro Kommune, valgt for Venstre. Lægaard har været medlem af regionsrådet i Region Midtjylland siden 2014.
Lægaard fik handelsskoleeksamen i 1972 og blev senere bankelev i Holstebro Sparekasse, der senere blev opkøbt af Nordea. Han arbejdede indtil 2002 som erhvervsrådgiver i Nordea.
Efter at have været medlem af Venstre hele sit voksenliv blev han i 1998 valgt til Holstebro Byråd for partiet. Han blev borgmester i 2001 og igen i 2005, denne gang for den nye sammenlagte Holstebro Kommune.
Arne Lægaard er formand for bestyrelsen i Karup Lufthavn.